# 豊津駅 (福岡県)
豊津駅（とよつえき）は、福岡県行橋市大字矢留にある平成筑豊鉄道田川線の駅である。駅番号はHC27。
京都郡みやこ町に本社を置く建設会社「サントミ」がネーミングライツを取得し、2009年（平成21年）4月1日より愛称付きの駅名が（サントミ）豊津駅となっていた。2022年（令和4年）4月現在は契約終了しており、豊津駅に戻っている。

## 歴史
- 1895年（明治28年）8月15日：豊州鉄道の駅として開業[1]。
- 1901年（明治33年）9月3日：九州鉄道が豊州鉄道を合併。
- 1907年（明治40年）7月1日：九州鉄道が国有化[1]。官設鉄道の駅となる[1]。
- 1963年（昭和38年）2月1日：貨物扱い廃止[1]。
- 1971年（昭和46年）10月20日：業務委託駅となる[4]。
- 1984年（昭和59年）2月1日：無人駅となる[2][5]。
- 1987年（昭和62年）4月1日：国鉄の分割民営化により九州旅客鉄道（JR九州）に承継[1]。
- 1989年（平成元年）10月1日：平成筑豊鉄道に転換[1]。
- 2009年（平成21年）4月1日：ネーミングライツにより「サントミ」の愛称が付く[3]。

## 駅構造
相対式ホーム2面2線を有する列車行違い（交換）可能な地上駅である。転換時には木造駅舎があったが、現在はない。なお、上りと下りのホームは構内踏切で結ばれている。

### のりば
| ホーム | 路線    | 方向 | 行先                           | 備考 |
| ------ | ------- | ---- | ------------------------------ | ---- |
| 西側   | ■田川線 | 上り | 美夜古泉・行橋方面             |      |
| 東側   | ■田川線 | 下り | 犀川・田川伊田・金田・直方方面 |      |

※案内上ののりば番号は割り当てられていない。

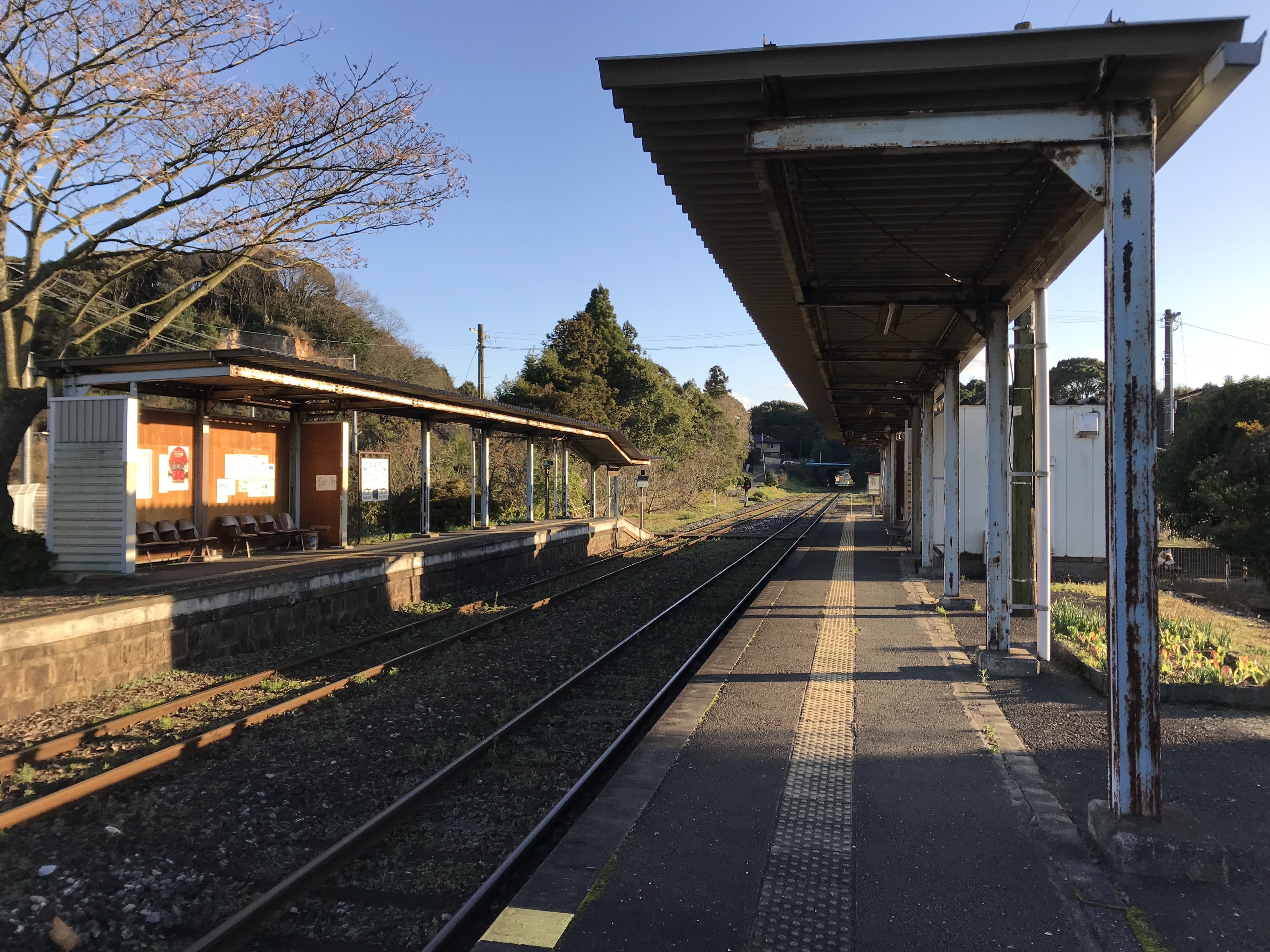
ホーム（2018年12月）
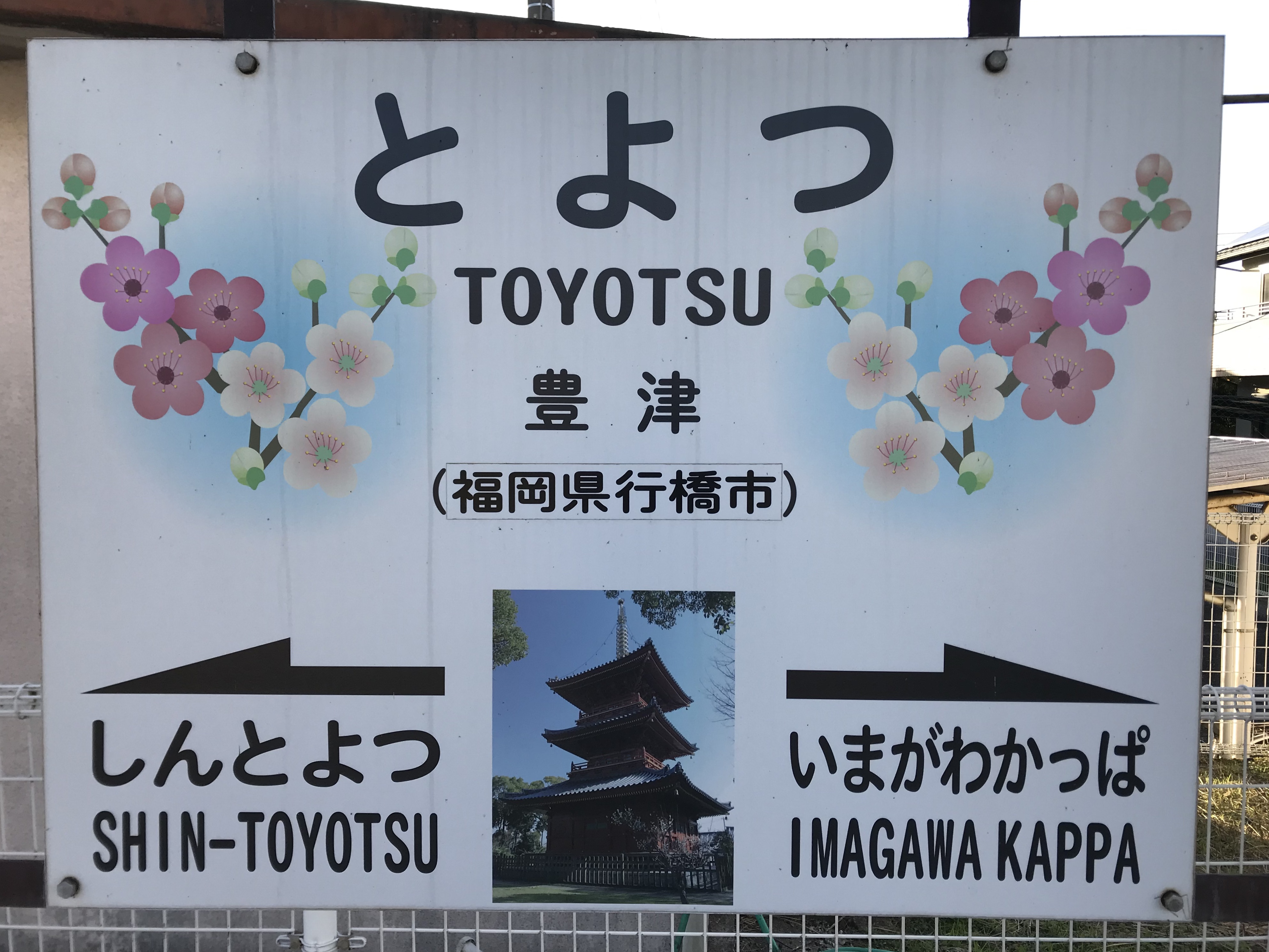
駅名標（上りホーム）
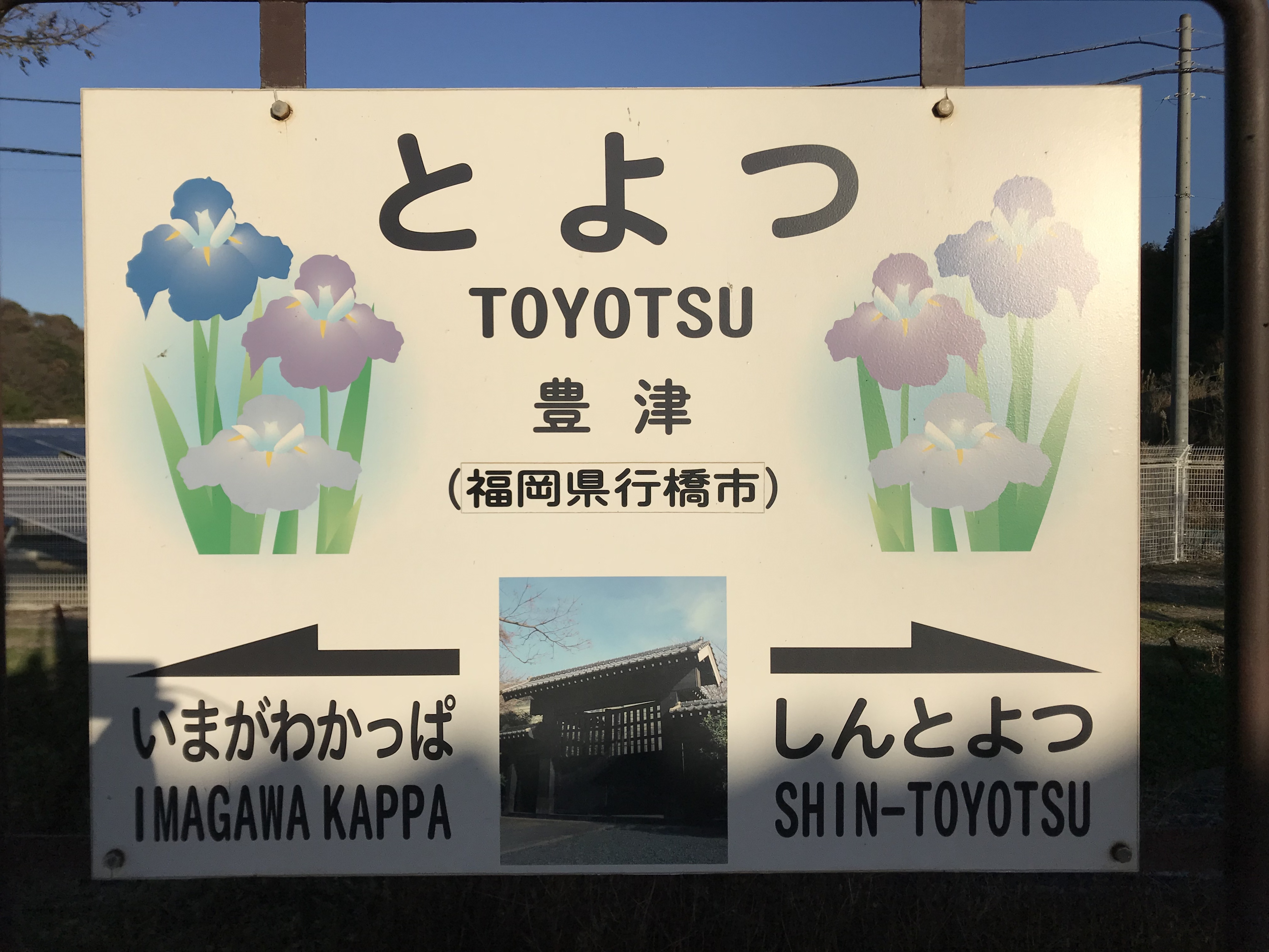
駅名標（下りホーム）

## 駅周辺
「豊津」を名乗っているが旧豊津町（現在のみやこ町の一部）ではなく、行橋市の南端部に位置する。駅から南に約300 m下るとみやこ町に入る。みやこ町豊津地区中心部の最寄り駅は隣の新豊津駅となる。
- 国道496号
- 福岡県道58号椎田勝山線
- 清地大橋
- 御所ヶ谷神籠石
- 豊栄公民館
- 今川
- 松田池
- 住吉池
- サントミ（建設会社）

## 隣の駅
平成筑豊鉄道
■田川線
今川河童駅 (HC28) - 豊津駅(HC27)  - 新豊津駅 (HC26)